# Capitólio Estadual da Virgínia Ocidental
O Capitólio Estadual da Virgínia Ocidental (em inglês: West Virginia State Capitol) é a sede do governo do estado da Virgínia Ocidental. Localizado na capital, Charleston, foi incluído no Registro Nacional de Lugares Históricos em 31 de dezembro de 1974.